# 1976 في المملكة المتحدة
فيما يلي قوائم الأحداث التي وقعت خلال عام 1976 في المملكة المتحدة.

## أحداث
- 5 يناير – مجزرة كينغسميل

## سياسة

### تعيين في المنصب
- 5 أبريل – جيمس كالاهان رئيس وزراء المملكة المتحدة، زعيم حزب العمال.
- 19 نوفمبر – فرانسيس بيم، البارون بيم زعيم ظل مجلس العموم [الإنجليزية]‏.

### انتهاء فترة المنصب
- 5 أبريل – جيمس كالاهان وزير الدولة للشؤون الخارجية وشؤون الكومنولث [الإنجليزية]‏.
- 5 أبريل – هارولد ويلسون رئيس وزراء المملكة المتحدة، زعيم حزب العمال.
- 10 سبتمبر – روي جنكينز وزير الدولة للشؤون الداخلية [الإنجليزية]‏.
- 19 نوفمبر – فرانسيس بيم، البارون بيم Minister of Agriculture, Fisheries and Food [الإنجليزية]‏.

## رياضة
- 1 يناير – بطولة العالم للعدو الريفي 1976
- 1 يناير – بطولة ويمبلدون 1976
- 18 يوليو – جائزة بريطانيا الكبرى 1976 الفائز نيكي لاودا.

## ظهور
- 1 يناير – إندستريال روك
- 1 يناير – ذا كلاش

## أفلام
من الأفلام التي صدرت هذه السنة في المملكة المتحدة:
- 1 يناير – الرسالة من إخراج مصطفى العقاد، أندرو مارتون.
- 1 يناير – الصراخ في وجه الشيطان من إخراج بيتر هنت.
- 1 يناير – الطالع من إخراج ريشارد دونر.
- 1 يناير – ذا كساندرا كروسينغ من إخراج جورج بي. كوزماتوس.

## برامج ومسلسلات وأنمي
- جيش الآباء

## كتب
من الكتب التي صدرت هذه السنة في المملكة المتحدة:
- 1 يناير – الجريمة النائمة من تأليف أجاثا كريستي.
- 1 يناير – الجين الأناني من تأليف ريتشارد دوكينز.
- 1 يناير – سيرة ذاتية لبرغوث من تأليف إدوارد أفيري [الإنجليزية]‏.

## مواليد

### يناير
- 1 يناير – أندرو نج
- 1 يناير – مريم نيمازي صحفية بريطانية.
- 7 يناير – كيرستون وارينج
- 15 يناير – كيفن هاربر لاعب كرة قدم من المملكة المتحدة.
- 19 يناير – مارشا توماسون
- 21 يناير – إيما بونتون
- 26 يناير – كايل سبنسر لاعب كرة مضرب بريطاني.
- 27 يناير – كريس غوثير

### فبراير
- 2 فبراير – ريان فاركوهار متسابق دراجات نارية من المملكة المتحدة.
- 10 فبراير – كيلي هاويس ممثلة بريطانية.
- 14 فبراير – أيلن أسليم مغنية تركية.
- 23 فبراير – كيلي ماكدونالد
- 23 فبراير – لورن بالف ملحن بريطاني.

### مارس
- 1 مارس – لوك مابلي ممثل بريطاني.
- 4 مارس – روبي بلاك لاعب كرة قدم إنجليزي.
- 5 مارس – نيل جاكسون ممثل بريطاني.
- 16 مارس – بول بوتلين
- 18 مارس – تشارلي ميلر لاعب كرة قدم اسكتلندي.
- 23 مارس – دوجي لامبكين متسابق دراجات نارية من المملكة المتحدة.
- 23 مارس – كريس هوي
- 29 مارس – باري ميلر لاعب كرة قدم إنجليزي.

### أبريل
- 1 أبريل – ديفيد أويلو ممثل بريطاني.
- 1 أبريل – غريغ ميلر لاعب كرة قدم اسكتلندي.
- 6 أبريل – أندي سي
- 14 أبريل – جورجينا تشابمان
- 26 أبريل – إيميلي بووث
- 27 أبريل – سالي هوكينز

### مايو
- 7 مايو – مارك هوبسون
- 10 مايو – ستيف هوارد لاعب كرة قدم من المملكة المتحدة.
- 13 مايو – مارك ديلاني لاعب كرة قدم ويلزي.
- 14 مايو – لي سوابي ملاكم من المملكة المتحدة.
- 17 مايو – ينغ موتلي
- 21 مايو – ستيوارت بينغهام لاعب سنوكر من المملكة المتحدة.
- 22 مايو – لي هيوز لاعب كرة قدم إنجليزي.

### يونيو
- 5 يونيو – جاك روس لاعب كرة قدم اسكتلندي.
- 6 يونيو – جوناثان نولان
- 13 يونيو – كيم مارش
- 17 يونيو – سكوت آدكنز ممثل إنجليزي.
- 19 يونيو – بريان هيوز لاعب كرة قدم بريطاني.

### يوليو
- 6 يوليو – روري ديلاب لاعب كرة قدم أيرلندي.
- 8 يوليو – إيلين ماك آرثر
- 12 يوليو – آنا فرايل
- 19 يوليو – بيندكت كامبرباتش ممثل ومنتج أفلام إنجليزي.
- 21 يوليو – جايمي موراي
- 24 يوليو – لورا فريزر
- 27 يوليو – ديمس هاسابيس

### أغسطس
- 2 أغسطس – سام ورذينجتن ممثل أسترالي.
- 9 أغسطس – رونا ميترا
- 18 أغسطس – دامين كيلي ملاكم من المملكة المتحدة.
- 22 أغسطس – دانييل بينيت حكم كرة قدم جنوب أفريقي.
- 23 أغسطس – سكوت لوتون

### سبتمبر
- 4 سبتمبر – كيرستي هيوم عارضة من المملكة المتحدة.
- 6 سبتمبر – إيان أشبي لاعب كرة قدم إنجليزي.
- 6 سبتمبر – ناعومي هاريس
- 21 سبتمبر – شيلي كون
- 21 سبتمبر – غاري هارت لاعب كرة قدم إنجليزي.

### أكتوبر
- 5 أكتوبر – بشرى ممثلة مصرية.
- 13 أكتوبر – كارل روبنسون لاعب كرة قدم ويلزي.
- 23 أكتوبر – كات ديلي
- 24 أكتوبر – سكوت جامر
- 25 أكتوبر – ديون بورتون لاعب كرة قدم.

### ديسمبر
- 10 ديسمبر – شين بيرن متسابق دراجات نارية من المملكة المتحدة.
- 18 ديسمبر – شون بارتليت كاتب أغاني من المملكة المتحدة.
- 30 ديسمبر – ريانا براتشيت

## وفيات

### يناير
- 1 يناير – أوستين هاريسون (مواليد 1891) مهندس معماري بريطاني.
- 8 يناير – روبرت فورغان (مواليد 1891) سياسي بريطاني.
- 12 يناير – أجاثا كريستي (مواليد 1890) كاتبة إنجليزية اشتهرت بكتابة روايات الجرائم.

### فبراير
- 29 فبراير – توماس لانس (مواليد 1891) درّاج طريق من المملكة المتحدة.

### مارس
- 11 مارس – غوردون دوبسون (مواليد 1889) فيزيائي بريطاني.
- 13 مارس – جاك لامبرت (مواليد 1899) ممثل بريطاني.
- 24 مارس – برنارد مونتغمري (مواليد 1887)

### أبريل
- 25 أبريل – كارول ريد (مواليد 1906)

### يونيو
- 11 يونيو – إيمي غينتري (مواليد 1903) مُجدّفة من المملكة المتحدة.
- 28 يونيو – ستانلي بيكر (مواليد 1928)

### أغسطس
- 12 أغسطس – توم دريبرغ (مواليد 1905)

### سبتمبر
- 1 سبتمبر – بيرسي شاو (مواليد 1890) مخترع بريطانيّ.
- 21 سبتمبر – بنيامين غراهام (مواليد 1894)

### أكتوبر
- 3 أكتوبر – سكوت دنكان (مواليد 1888) لاعب ومدرب كرة قدم اسكتلندي.
- 14 أكتوبر – إديث إيفانز (مواليد 1888) ممثلة بريطانية.

### ديسمبر
- 4 ديسمبر – بنجامين بريتن (مواليد 1913)